# 陈明枢
陈明枢（1933年5月—），男，福建连江人，中华人民共和国政治人物。曾任中华人民共和国最高人民检察院副检察长，第九届全国人大代表。

## 生平
1998年3月，第九届全国人大第一次会议上，他当选全国人民代表大会常务委员会委员。